# Блешня (село)
Бле́шня — село в Україні, у Семенівській міській громаді Новгород-Сіверського району Чернігівської області.

## Географія
Селом тече річка Блешенка. На схід від Блешні розташований орнітологічний заказник місцевого значення Гужевик.

## Історія
Село виникло в першій половині XVIII століття на місці гути, що належала Розумовським. Перша згадка села датується 1734 роком.
На початку 1980-х років в селі працювала школа, магазин, ферма та клуб. В селі мешкало до 200 осіб. Із закриттям школи у 1980 році село почало занепадати. На початку 2000-х закрили пошту і магазин. Після цього село залишили практично всі мешканці. За 200 м від села на північ розташований кордон із Росією.
12 червня 2020 року, відповідно до розпорядження Кабінету Міністрів України № 730-р «Про визначення адміністративних центрів та затвердження територій територіальних громад Чернігівської області», село увійшло до складу Семенівської міської громади.
19 липня 2020 року, в результаті адміністративно-територіальної реформи та ліквідації Семенівського району, село увійшло до новоутвореного Новгород-Сіверського району.
На початку березня 2021 року у селі помер останній постійний житель. Після цього село відключили від постачання електроенергії.